# Persische Sprache
Die persische Sprache (persisch زبان فارسی, DMG zabān-e fārsī) oder Persisch (فارسی, DMG fārsī) ist eine plurizentrische Sprache in Zentral- und Vorderasien. Sie gehört zum iranischen Zweig der indogermanischen Sprachfamilie und ist Amtssprache in Iran, Afghanistan und Tadschikistan. Sie wird von 60 bis 70 Millionen Menschen als Muttersprache und von weiteren 50 Millionen als Zweitsprache gesprochen.
Im Persischen wird die persische Sprache üblicherweise Fārsi (فارسی) genannt. Daneben ist Fārsī-yi Darī (فارسى درى) ihre offizielle Bezeichnung in Afghanistan („afghanisches Persisch“). Die Anhänger des Zoroastrismus in Iran nennen sie Darī. Persisch wird seit der Islamisierung des iranischen Kulturraums im frühen Mittelalter in einer an ihre Besonderheiten angepassten Form der arabischen Schrift geschrieben. Das seit den 1920er Jahren in kyrillischer Schrift geschriebene Tadschikisch ist eine in Zentralasien, hauptsächlich in Tadschikistan, gesprochene Varietät des Persischen. Die tatische Sprache in Aserbaidschan und Dagestan (Russland) steht dem Persischen nahe.
Das Neupersische, vor allem über Lehnwortbildungen vom Arabischen beeinflusst, entwickelte sich im Mittelalter zur bedeutendsten Gelehrten- und Literatursprache der östlichen islamischen Welt und übte einen starken Einfluss auf die benachbarten Turksprachen (vor allem auf die aserbaidschanische, osmanische, türkische und tschagataische Sprache), Armenisch, Georgisch sowie auf die Sprachen Nordindiens, insbesondere auf Urdu, aus. Über Jahrhunderte hinweg war das Persische die höhere Amts- und Bildungssprache im Mogulreich in Indien und in weiteren islamisch geprägten Staaten des indischen Subkontinents.
Viele persische Wörter wurden auch in europäische Sprachen übernommen. Im Deutschen kennt man unter anderem die Wörter „Basar“, „Karawane“, „Magier“, „Paradies“, „Pistazie“, „Schach“, „Schal“ und „Scheck“. Die persische Literatur ist über die Grenzen Irans hinaus bekannt durch Dichter wie Rumi, Omar Chayyām, Hafis, Saadi, Nezami, Dschami, Firdausi und Sadegh Hedayat.

## Verbreitung

Heutige Verbreitung des Persischen im Mittleren Osten. Aus der Karte wird deutlich, dass nicht alle Bewohner Irans persische Muttersprachler sind und andererseits Persisch die Muttersprache für einen Großteil der Bevölkerung Afghanistans und Tadschikistans ist.

Die persische Sprache in der Welt
Blau: Amtssprache (Iran, Afghanistan, Tadschikistan)
Grün: persischsprachige Minderheiten

Persisch wird von 60 bis 70 Millionen Menschen als Muttersprache gesprochen und von weiteren 50 Millionen als Zweitsprache. Etwa 41 Millionen Muttersprachler leben in Iran, weitere 13 bis 15 Millionen in Afghanistan und 15 Millionen in Zentralasien (vor allem in Tadschikistan und in Usbekistan).
Persisch wurde vom 13. bis zum 18. Jahrhundert in Teilen Indiens als offizielle Sprache benutzt und war die einzige nichteuropäische Sprache, von der Marco Polo berichtete, dass sie am Hof des Kublai Khan (13. Jahrhundert) Verwendung fand.
Heute gibt es bedeutende persischsprachige Gemeinden im Irak und in den Golfstaaten (vor allem in Bahrain, den Vereinigten Arabischen Emiraten und Kuwait). Weitere kleine Sprachinseln gibt es unter anderem in Georgien, in Aserbaidschan, Russland und im Pamir-Gebirge. Auch in Europa und in den USA haben sich persischsprachige Gemeinden entwickelt.

## Bezeichnungen
Gemeinhin wird diese Sprache in den europäischen Ländern gemäß der unmittelbaren Übersetzung aus dem Altgriechischen als Persisch bezeichnet – benannt nach der Region ihrer Herkunft, Fārs (Pārs), im Süden Irans.
Bezeichnungen im Persischen:
- In der Sassanidenzeit lautete der Name der Sprache pārsīg.
- Etwa seit der arabisch-islamischen Eroberung Persiens wird die persische Sprache fārsī (فارسی) genannt.[A 2]
- Für die neupersische Schriftsprache kam zudem die Bezeichnung Fārsī-e Darī (فارسی دری, ‚Persisch des königlichen Hofes‘ als Kurzform für فارسى دربارى, DMG fārsī-ye darbārī, ‚Hof-Persisch‘, von دربار, DMG Darbār, ‚Königshof‘) auf. Die Kurzform Darī (درى) ist heute in Afghanistan gebräuchlich.  Fārsī-yi Darī ist die offizielle Bezeichnung in Afghanistan („afghanisches Persisch“).[16]
- Die neupersischen Dialekte Zentralasiens werden seit der sowjetischen Herrschaft als tadschikische Sprache bezeichnet.

## Ältere Sprachstufen
Die Entwicklung des Persischen und der iranischen Sprachen überhaupt wird in drei Perioden gegliedert:
- altiranisch (bis 100 v. Chr.)
- mitteliranisch (100 v. Chr. bis etwa 900 n. Chr.)
- neuiranisch (ab 900 n. Chr.).

Alle drei können gemäß Windfuhr als eine auf den Dialekten von Fars basierende soziolinguistische Einheit bezeichnet werden. Unter den neuiranischen Sprachen hat nur das Persische eine lange literarische Tradition.

### Altpersisch
Von den altiranischen Dialekten sind nur Altpersisch und Avestisch ausreichend dokumentiert, die anderen Sprachen dieser Gruppe nur indirekt. Die Bezeichnung „Avestisch“ der nordöstlichen Sprache im antiken Perserreich kommt vom Avesta, der heiligen Schrift des Zoroastrismus. Abgesehen von seiner religiösen Verwendung starb es aber schon Jahrhunderte vor dem Aufkommen des Islams aus; wahrscheinlich löste sich die Sprache im verwandten Baktrisch auf. Das Altpersische ist aus dem Südwesten des Achämenidenreiches (um 550 bis 330 v. Chr.) in Keilschrift-Texten überliefert. Gesprochen wurde es dort länger, als Verwaltungssprache diente dann aber vor allem das Aramäische.
Altpersisch und Avestisch stehen dem Sanskrit und damit dem Ur-Indogermanischen sehr nahe; sie gehören ebenso wie Griechisch und Latein zu den flektierenden Sprachen und sind die Vorfahren des heutigen Neupersischen. Im Unterschied zu den jüngeren Sprachstufen wies das Altpersische eine komplexere Grammatik mit bis zu sieben Kasus und drei Genera auf. Auch der Dual war neben Singular und Plural noch erhalten. Die für das Altpersische verwendete Keilschrift wurde eigens dafür erfunden und ist eine rechtsläufige gemischte Laut- und Silbenschrift, die durch acht Wortzeichen und besondere Zahlzeichen ergänzt wurde. Überliefert sind vor allem Monumentalinschriften auf Felsen und Gebäuden aus Stein. Meist steht neben dem altpersischen Text eine elamische und eine babylonische Fassung desselben.

### Mittelpersisch
Mitteliranische Sprachen waren nicht nur das Mittelpersische und das ihm verwandte Parthische, sondern auch einige weitere Sprachen Zentralasiens. So wurde in Baktrien (heute Nordafghanistan) Baktrisch gesprochen, in Choresmien Choresmisch, in Sogdien (Samarkand und Buchara) Sogdisch und unter einigen Skythen (Saken) in Chinesisch-Turkistan Sakisch. In sogdischer Sprache entstand neben weltlicher sowohl christliche als auch buddhistische Literatur. Baktrisch ist in einigen Inschriften erhalten, die kürzlich in Afghanistan und anderen Teilen Zentralasien entdeckt wurden; choresmische Texte entstanden noch nach der Islamisierung der Region.
Parthisch wurde vor allem im Partherreich (etwa 250 v. Chr. bis 226 n. Chr.) gesprochen. Es ist in zahlreichen Inschriften der ersten Sassaniden-Könige dokumentiert, obwohl es schon damals an Bedeutung verlor und sich lediglich in Ostiran länger halten konnte. Es beeinflusste das Mittelpersische, die offizielle Sprache des Sassanidenreichs (226 bis 651 n. Chr.). Mittelpersisch erscheint grammatisch einfacher als Altpersisch und wurde meist in aramäischer Schrift aufgezeichnet, einer Buchstabenschrift, in der einzelne Buchstaben mehrere (sprachhistorisch verwandte) Laute bezeichnen können. Es verlor nach der Eroberung Persiens durch die Araber im 7. Jahrhundert allmählich an Bedeutung, doch wurde die mittelpersische Literatur teilweise ins Arabische übersetzt. Im Mittelalter gingen die meisten mittelpersischen Schriften verloren.

## Neupersisch

### Entwicklung

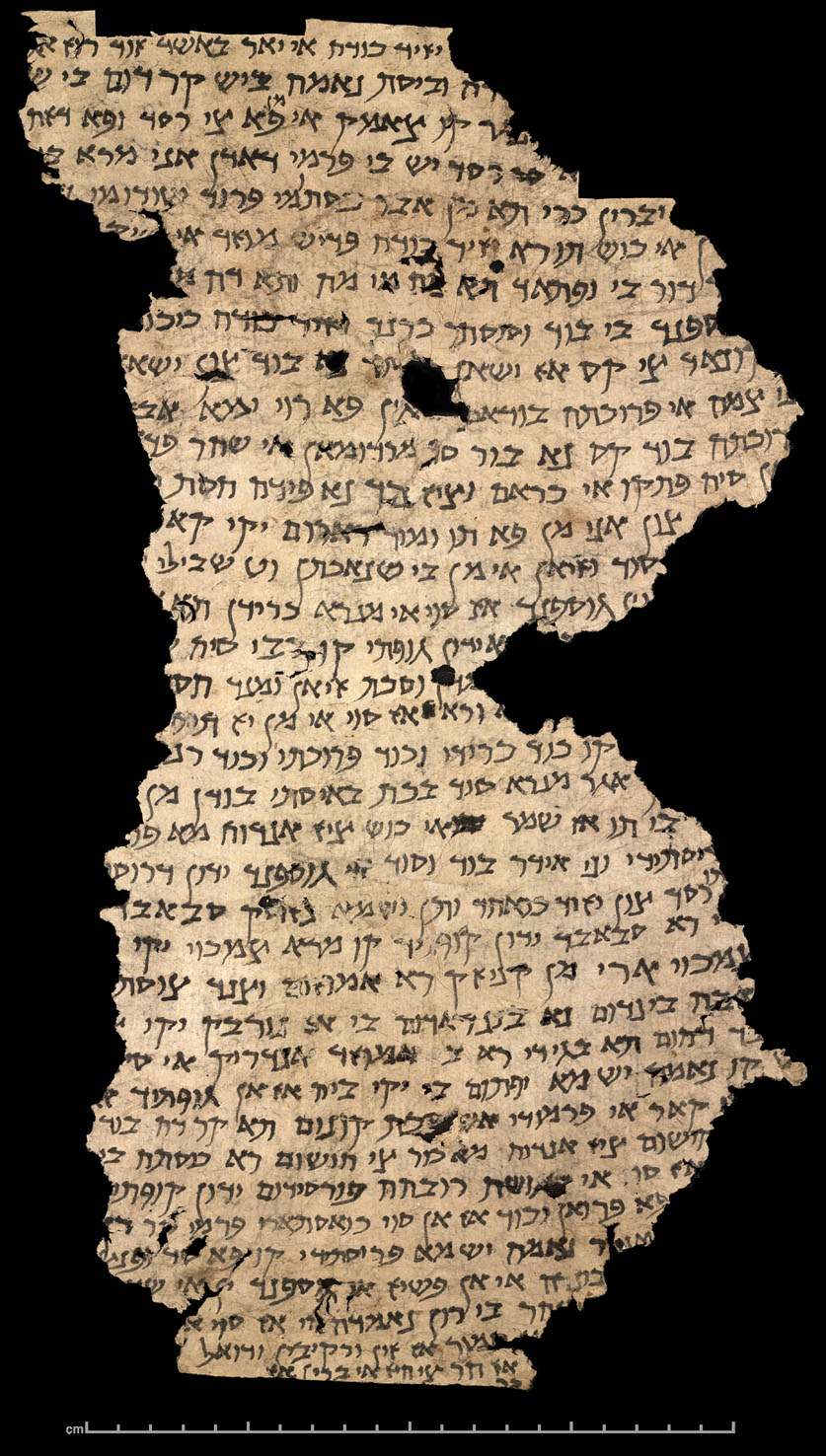
Jüdisch-Persisches Fragment aus Hotan

Neupersisch entwickelte sich ab dem 9. Jahrhundert zur internationalen Standardsprache Zentral- und Vorderasiens. Das in hebräischer Schrift geschriebene Persisch-Jüdisch (Inschriften von Tang-e Azao von 752/753 n. Chr. in Afghanistan und Fragmente aus Dandan-Uiliq, Hotan) ist als frühestes Zeugnis der neupersischen Sprache von besonderer Bedeutung. Es besitzt neben parthischen und mittelpersischen Anteilen auch solche aus anderen iranischen Sprachen. In seiner Gesamtheit ist das Neupersische eine Mischung der wichtigsten Sprachen des antiken Irans.
Obwohl die Sprache traditionell Persisch genannt wird, sind ihre Ursprünge nicht ausschließlich im Alt- oder Mittelpersischen der Provinz Fars zu suchen. Da sich die Sprache in Zentralasien entwickelte, ist es wahrscheinlich, dass sie stark von ostiranischen Sprachen (Baktrisch und Sogdisch) beeinflusst wurde. Die Anzahl parthischer (also bereits in mittelpersischer Zeit eingedrungener nordwestiranischer Elemente) und sogdischer (ostiranischer) Lehnwörter im modernen Neupersisch ist beträchtlich, aber im Kern ist die ursprüngliche persische (südwestiranische) Basis immer noch deutlich erkennbar.
Zudem gilt Neupersisch als die Sprache des Sufismus und des mystischen Islams. Einige der größten Werke des Sufismus wurden auf Persisch verfasst, so die Werke der Dichter Rumi (Rūmī), Hafis (Ḥāfeẓ), Saadi (Sa‘dī), Omar Chayyām (‘Omar-e Ḫayyām), Unsuri (‘Onṣorī) und Ansari (Ḫwāǧa ‘Abdullāh Anṣārī). Als Musterwerk gilt das Schāhnāme (‚Buch der Könige‘) des Dichters Firdausi. 35 Jahre arbeitete der Dichter an diesem Werk, das eines der frühesten auf Neupersisch verfassten Werke ist und eine vergleichsweise geringe Zahl arabischer Fremdwörter enthält. Bis heute bildet das Schāhnāme die Grundlage des persischen Nationalbewusstseins in Iran, Afghanistan und Tadschikistan.
Neupersisch, vom österreichischen Iranisten Bert Fragner als „erste islamisierte Sprache der Geschichte“ bezeichnet, hat eine regelmäßigere und daher einfachere Grammatik als Mittelpersisch sowie ein einfaches Lautsystem und sehr viele nach der Eroberung Irans durch die Araber ins Persische übernommene arabische Lehnwörter und Wendungen. Viele altpersische Flexionen gingen verloren (etwa die Kasusflexion), ebenso das grammatische Geschlecht.
Neupersisch war lange Zeit die Lingua franca des Orients und dient auch heute als solche in Teilen Zentral- und Südasiens. Neupersisch (Persisch) ist heute die Kultur- und Amtssprache in Iran, Afghanistan und Tadschikistan. Ein Standardwerk der neupersischen Sprache ist das Wörterbuch von Dehchoda.

### Schrift

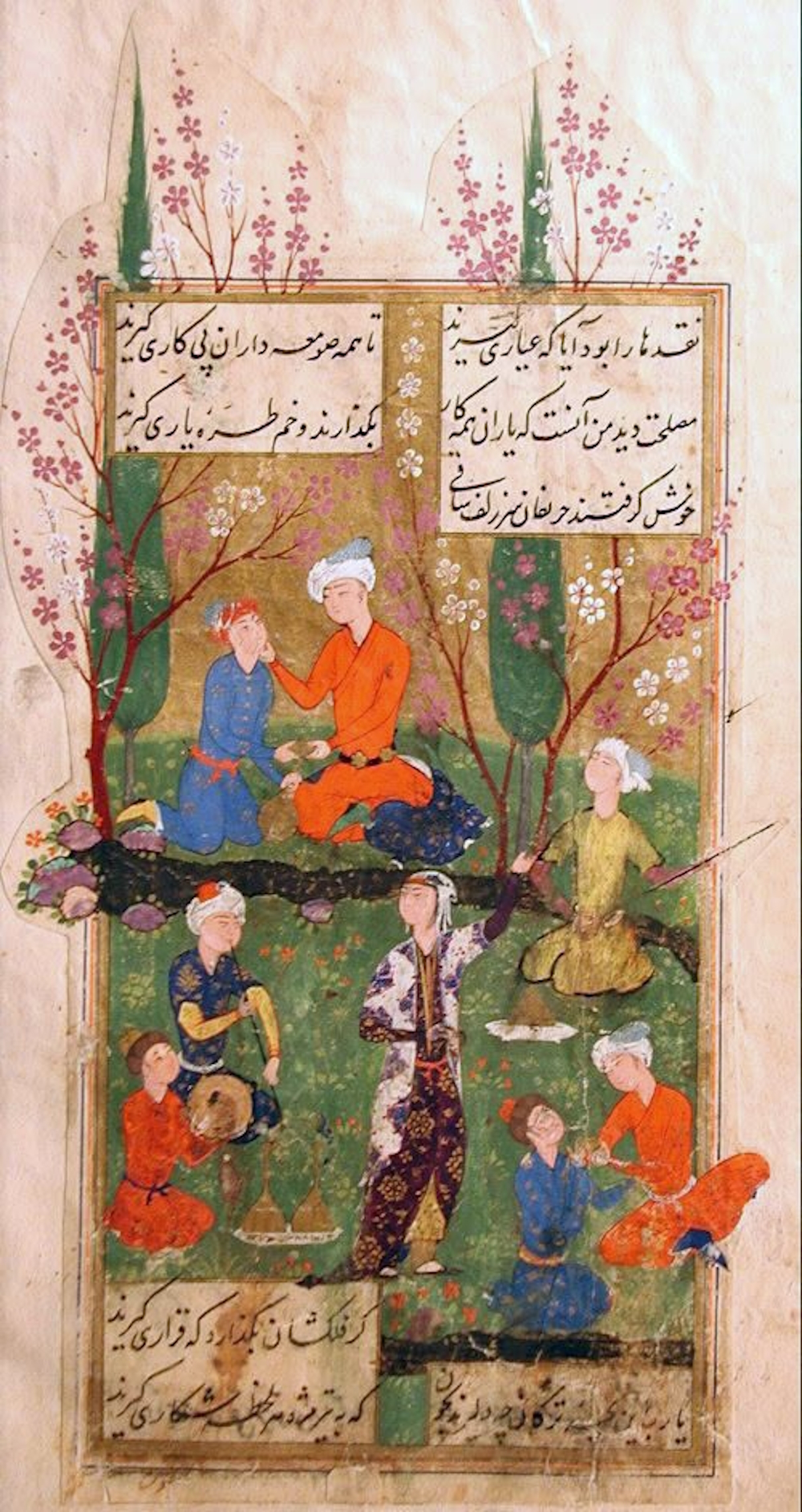
Neupersisch bedient sich der perso-arabischen Schrift

Persisch wird seit der Islamisierung Persiens in arabischer Schrift geschrieben. Um jene Laute wiedergeben zu können, die es im – mit dem Persischen nicht verwandten – Arabischen nicht gab, wurde das arabische Alphabet um vier Buchstaben erweitert. Zur lateinischen Umschrift persischer Namen und Begriffe bei Wikipedia siehe Persische Transkription.
| Aussprache | Buchstabe | Name |
| ---------- | --------- | ---- |
| [p]        | پ         | pe   |
| [tʃ]       | چ         | če   |
| [ʒ]        | ژ         | že   |
| [g]        | گ         | gāf  |

Persischsprachige Minderheiten im Kaukasus (zum Beispiel Tat) schreiben in Kyrillisch.

### Schriftsprache – gesprochene Standardsprache – Dialekte
Auch die persische Sprache kennt eine Vielzahl von zum Teil recht unterschiedlichen Dialekten.

#### Iran
Nachdem Kinder zunächst in der Familie und ihrer Umwelt die Mundart ihrer Stadt oder Region erlernt haben, lernen sie in der Schule das offizielle hochsprachliche Persisch (فارسی رسمی, Fārsi-ye rasmi), d. h. einerseits die Schriftsprache (فارسی کتابی, Fārsi-ye ketābi), andererseits die auf dem Dialekt von Teheran (لهجۀ تهرانی, lahǧe-ye tehrāni) beruhende gesprochene Standardsprache. Während des 20. Jahrhunderts verbreitete sich Letztere (Tehruni) im ganzen Lande und wird heute überall verstanden. Die gesprochene Standardsprache wird auf überregionaler Ebene in Gesprächen des Alltags, aber auch in Reden, in Rundfunk und Fernsehen usw. verwandt.
Der Unterschied zwischen der gesprochenen Standardsprache und der offiziellen Schriftsprache liegt hauptsächlich in der Aussprache. Z. B. wird ān meist zu ūn verschoben, und zwei aufeinanderfolgende Vokale werden zuweilen mit einem weichen Konsonanten überbrückt. Unterschiedlich ausgesprochen werden neben einzelnen Wörtern vor allem auch einige enklitische Pronomina und einige Pronominalendungen, zum Beispiel پات (pā-t) statt پایت (pā-y-at ‚dein Fuß‘). Hiervon ist auch die Konjugation der Verben betroffen, bei denen es zudem zu Verkürzungen des Präsensstamms kommen kann wie in می‌رم (miram) statt می‌روم (mirawam ‚ich gehe‘). Ferner weicht mitunter die Wortstellung von der Schriftsprache ab.

#### Afghanistan
Für die Amtssprache Dari (offiziell: Fārsī-yi Darī) ist in Afghanistan im Grunde der Kabuler Dialekt in seiner formellen Form maßgebend, welcher sich vom Teheraner Pendant in seinem Vokabular unterscheidet und sich im Gegensatz zu diesem in der Aussprache stärker an der literarischen Schriftsprache orientiert. Zumindest in Bezug auf Letzteres und jedenfalls in Absehung von Fremdwörtern ist er ursprünglicher. Tatsächlich wird jedoch in Afghanistan nur in sehr wenigen Zusammenhängen, beispielsweise bei der Verlesung der Nachrichten, konsequent in diesem Dialekt gesprochen. Im Alltag hat sich eine deutlich abweichende und in ihrer Anwendung je nach Situation abgestufte Umgangssprache entwickelt. Dies führt dazu, dass der Begriff Dari von vielen als Bezeichnung sowohl für die formelle Sprache als auch für die Umgangssprache verwendet wird.
Ein weiterer in Afghanistan gesprochener Dialekt ist das Hazaragi, welches von einem Teil der Angehörigen der Ethnie der Hazara gesprochen wird. Die Verbreitung dieses Dialekts nimmt jedoch ab, was unter anderem daran liegt, dass aus dem Hazaradschat abwandernde Hazara sich sprachlich schnell assimilieren.

## Grammatik des Neupersischen

### Satzbau
Der Satzbau gründet im Allgemeinen auf der Folge Subjekt-Objekt-Prädikat. Allerdings können sowohl Subjekt als auch Objekt wegfallen, wenn sie durch ein Pronomen dargestellt werden oder sich ihr Sinn aus dem Zusammenhang der Aussage ergibt, so dass die Subjekt-Objekt-Struktur erst an der prädikativen Verbalendung erkennbar wird. Dementsprechend kann der Satzbau auch als Objekt-Prädikat-Subjekt, ja sogar Prädikat-Subjekt-Objekt oder gar Prädikat-Objekt-Subjekt erscheinen. Grundsätzlich geht der Hauptsatz einem etwaigen, von ihm abhängenden Nebensatz voraus, welcher häufig durch eine Konjunktion eingeleitet wird. Da Bestimmungswörter beziehungsweise -partikel existieren, durch die die Satzglieder identifiziert werden, ist die Stellung der Satzglieder in der persischen Sprache allerdings nicht sehr strikt und wird in Dialekten und in der Lyrik häufig verändert. Wie in anderen indoeuropäischen Sprachen tritt die Thema-Rhema-Gliederung hinter die Subjekt-Objekt-Prädikat-Struktur als primäres strukturierendes Element des Satzbaus zurück.

### Artikel, Pronomen, Nomen
Das Persische kennt keinen Artikel. Die Bestimmtheit eines direkten Akkusativobjekts kann jedoch gegebenenfalls mit Hilfe der Postposition rā wiedergegeben werden, während Unbestimmtheit vor allem durch das Anhängen des unbetonten Suffixes -i angezeigt wird. Im Falle eines Plurals wird Bestimmtheit durch Verwendung der Pluralform (s. u.) angegeben, wobei das Anhängen des Suffixes -i oder das Fehlen der Postposition rā (im Falle eines direkten Objekts) wieder Unbestimmtheit bedeuten. Ein grammatisches Geschlecht existiert ebenfalls nicht. Anstelle von Possessivpronomen wird entweder das Personalpronomen oder eine Personalendung an das Substantiv oder die Präposition angehängt.
Sowohl für die Genitiv-Verbindung zweier Nomen als auch für die Verbindung eines Nomens mit einem attributiv gebrauchten Adjektiv wird an das erste Nomen die Endung -e (nach Vokal -ye, klassisch und tadschikisch -i) angehängt. Diese Endung heißt Ezafe („Hinzufügung“). Adjektive werden nachgestellt und sind unveränderlich. Zum Beispiel bildet man die Genitivverbindung „Fatemes Apfel“ als sib-e Fāṭeme (سیب فاطمه). Mit dem Adjektiv sabz ‚grün‘ ergibt sich als Übersetzung von „Fatemes grüner Apfel“ sib-e sabz-e Fāṭeme (سیب سبز فاطمه). Diese Verbindungsphoneme werden ausgesprochen, aber meist nicht geschrieben. Die Ezafe ist für Lernende schwer zu erkennen, da sie qua kurzer Vokal in der arabischen Schrift nicht geschrieben wird. Nur das y nach Vokalen erscheint in der Schrift, während das Hamze (Hamze-ye Ye) über dem Endungs-h (ـهٔ) ebenfalls oft nicht (mehr) geschrieben wird. Der Satz „Er aß Fatemes grünen Apfel“ (Sib-e sabz-e Fāṭeme rā ḫord – سیب سبز فاطمه را خورد) könnte in persischer Schrift als „Der grüne Apfel aß Fateme“ (Sib-e sabz Fāṭeme rā ḫord – سیب سبز فاطمه را خورد) missverstanden werden, wenn die zweite Ezafe nicht beachtet wird oder aber das Pronomen der 3. Person Singular, „er/sie/es“ (persisch او, DMG ū), fehlt. Zur Vermeidung dieses Missverständnisses muss dieser Satz mit u (er/sie) gebildet werden: u sīb-e sabz-e Fāṭeme-rā ḫord – او سیب سبز فاطمه را خورد.

### Plural
Der Plural wird meist regelmäßig durch das Anhängen eines Suffixes gebildet: Während sich der Einsatz von -ān auf Menschen (persisch آقایان, DMG āqāyān „Herren“ oder auch persisch آغایان, DMG āġāyān „Eunuchen“) und belebt gedachte Wesen (asbān „Pferde“) beschränkt, wird -hā eigentlich bei unbelebten Dingen (darhā „Türen“) gebraucht, kann in der heutigen Umgangssprache aber an fast alles angefügt werden (irānihā „Iraner“) und selbst unregelmäßige Lehnplurale aus dem Arabischen ersetzen (ketābhā statt kotob „Bücher“). In einigen Fällen existieren die beiden Formen auf -ān und -hā nebeneinander und haben je eine distinkte Bedeutung (sarān „Oberhäupter“ und sarhā „Köpfe“ zu sar „Kopf“).

### Verben
Die persischen Verben besitzen einen präsentischen und einen präteritalen Stamm. Diese Stämme bilden die Grundlage für alle Zeitformen. Da der Verbalstamm innerhalb einer Zeitform unverändert bleibt (im Gegensatz zum Beispiel zu einigen Verben im deutschen Präsens: „du gibst“, „wir geben“), ist die persische Verbkonjugation sehr regelmäßig. Der (unverkürzte) Infinitiv (masdar) hat als Formans -tan oder -dan und kann auch als Substantiv gebraucht werden. Ein verkürzter Infinitiv (Präteritalstamm) wird durch die Weglassung von -an gebildet.
Präsens und Präteritum werden gebildet, indem man an den entsprechenden Verbstamm eine Personalendung anfügt. Im Präsens wird noch die Vorsilbe mi- vor den Verbstamm gehängt, außer bei den Verben budan (‚sein‘) und dāschtan (‚haben‘). Allerdings: Das Präfix mi می wird nur ausgelassen, wenn „haben“ allein als Vollverb konjugiert wird. Als Vollverb behält dāschtan (‚haben‘) seine lexikalische Bedeutung, als Hilfsverb nicht. Die Verwendung des Präfixes mi ist zum Beispiel bei zusammengesetzten Verben, in denen dāschtan als Hilfsverb fungiert, obligatorisch; Beispiele sind bar dāschtan (‚etw. aufheben, abheben‘), yād dāschtan (‚sich merken‘) und bāz dāschtan (‚anhalten‘). Die grammatische Formel lautet: Wortarten, zum Beispiel Nomen, + mī + Präsensstamm von dāschten = dār + Zeichen Personalpronomen, zum Beispiel man bar midāram oder man bāz midāram, man yād midāram oder man dust midāram (‚ich liebe‘) oder man negah midāram (‚ich bewahre auf‘).
Die lexikalische Bedeutung von dāschtan als Vollverb wird hier also aufgehoben. Es hat nun eine veränderte semantische Bedeutung und nur mehr eine grammatikalische Hilfsfunktion. Beim Präsens in Verlaufsform (pers. ḥāl-e estemrāri) zum Beispiel man dāram michoram ‚ich esse gerade‘ (wörtlich ‚ich habe esse‘). Auch bei zusammengesetzten Verben wird dāschtan ausgelassen: man dāram midāram ist grammatikalisch falsch, während man dāram miravam („ich gehe gerade“) richtig ist. Perfekt und Plusquamperfekt werden ähnlich wie im Deutschen durch die Verwendung des Partizips Perfekt gebildet: rafte am = „ich bin gegangen“; rafte budam = „ich war gegangen“. Als Futur wird eine Konstruktion mit dem Verbstamm chāh (‚wollen‘) und dem kurzen Infinitiv ohne -an gebraucht: chāham raft = „ich werde gehen“. In der Umgangssprache wird wie im Deutschen statt des Futurs oft das Präsens verwendet.
Als wichtige Zeitform ist der Durativ (entspricht der englischen past continuous tense) zu nennen, der eine fortdauernde oder wiederholte Tätigkeit ausdrückt und morphologisch nur in der Vergangenheitsform erkennbar ist. Der Konjunktiv wird ähnlich wie in romanischen Sprachen und häufiger als im Deutschen verwendet. Dabei werden zwei Formen benutzt: Zum einen dieselbe Form wie bei Durativ der Vergangenheit für „nicht mehr erfüllbare“ Bedingungen (agar u miāmad ‚wenn er gekommen wäre‘) und zum anderen durch die einfache Vergangenheitsform zur Darstellung einer „noch erfüllbaren“ Bedingung (agar u-rā didí ‚falls du ihn sehen solltest‘).
Außerdem gibt es den Subjunktiv, der durch die Präsensform mit be- statt mi- als Vorsilbe gebildet wird, verneint mit na- statt mi-. Diese Form wird in Verbindung mit Modalverben verwendet: Mī-chāham be-chābam (‚Ich möchte schlafen‘). Außerdem steht sie nach agar (‚wenn‘), sofern der Satz eine erfüllbare Bedingung darstellt, wie in dem Satz „wenn die Sonne scheint“ (Agar chorschid be-tābad), im Gegensatz zu nichterfüllbaren Bedingungen wie agar schab chorschid mi-tābid (‚wenn die Sonne nachts schiene‘). Außerdem kann der Subjunktiv als Jussiv eine Aufforderung ausdrücken und wird dann ins Deutsche mit „sollen“ übersetzt: Loṭfan beneschinand „Sie sollen sich bitte hinsetzen“. Indirekte Rede wird dagegen nicht mit dem Subjunktiv ausgedrückt: Goft ke sag rā nemibinad „Er sagte, er sehe den Hund nicht“ (wörtlich: „sieht“).

## Zugehörigkeit zur indogermanischen Sprachfamilie
Bestimmte Ähnlichkeiten im Grundwortschatz der persischen Sprache in Bezug zu anderen indogermanischen Sprachen bezeugen eine gemeinsame Herkunft, wobei ein Vergleich bei älteren Sprachstufen deutlicher ins Auge fällt. Dies gilt vor allem für das Altpersische und Avestische im Hinblick auf Sanskrit.
Auf die indogermanische Verwandtschaft zahlreicher persischer Begriffe ist durch die komparative Methode sowie über die Gesetze der Lautverschiebung zu schließen. Beispiele:
| altpersisch             | mittelpersisch  | neupersisch       | altgriechisch    | lateinisch | deutsch        | englisch | schwedisch   | polnisch       | litauisch                 |
| ----------------------- | --------------- | ----------------- | ---------------- | ---------- | -------------- | -------- | ------------ | -------------- | ------------------------- |
| pitar                   | pidar           | pedar پدر         | patḗr πατήρ      | pater      | Vater          | father   | fa(de)r      | ojciec         | tėvas                     |
| mātar                   | mād(ar)         | mādar مادر        | mḗtēr μήτηρ      | mater      | Mutter         | mother   | mo(de)r      | matka          | motina                    |
| brātar                  | brād(ar)        | barādar برادر     | adelphós ἀδελφός | frater     | Bruder         | brother  | bro(de)r     | brat           | brolis                    |
| (nicht bezeugt)         | ducht(ar)       | dochtar دختر      | thygatḗr θυγατήρ |            | Tochter        | daughter | dotter       | córka          | dukra                     |
| nāman                   | nām             | nām نام           | ónoma ὄνομα      | nomen      | Name           | name     | namn         | imię           | vardas                    |
| martiya („Sterblicher“) | mard            | mard („Mann“) مرد | anḗr ἀνήρ        | mortalis   | Mord           | murder   | mord         | martwy („tot“) | mirtingas („Sterblicher“) |
| dadā-tanaiy             | dādan           | dādan دادن        | dídōmi δίδωμι    | dare       |                |          |              | dać            | duoti                     |
| hischta-tanaiy          | awischtadan     | istādan ایستادن   | hístēmi ἵστημι   | sistere    | stehen         | stand    | stå          | stać           | stoti                     |
| manā (mich)             | man (ich, mich) | man (ich) من      | emé ἐμέ          | me         | mich           | me       | mig          | mnie           | mane                      |
| pantscha                | pandsch         | pandsch پنج       | pénte πέντε      | quinque    | fünf           | five     | fem          | pięć           | penki                     |
| hafta                   | haft            | haft هفت          | heptá ἑπτά       | septem     | sieben         | seven    | sju          | siedem         | septyni                   |
| rāsta                   | rāst            | rāst راست         | orthós ὀρθός     | rectus     | recht, richtig | right    | rätt, riktig | prawy          | dešinė                    |

Da Zeichen zur Darstellung von Alt- und Mittelpersisch fehlen, werden nur Neupersisch und Altgriechisch in Originalschrift angegeben.
Morphologischer Vergleich:
sein (Präsens):
| urindogermanisch | Sanskrit | altpersisch     | neupersisch    | altgriechisch | lateinisch | deutsch  | polnisch  | schwedisch | litauisch  |
| ---------------- | -------- | --------------- | -------------- | ------------- | ---------- | -------- | --------- | ---------- | ---------- |
| *esmi            | asmi     | amiy            | hastam هستم    | eimí εἰμί     | sum        | ich bin  | jestem    | jag är     | esu        |
| *essi            | asi      | (nicht bezeugt) | hasti هستی     | eî εἶ         | es         | du bist  | jesteś    | du är      | esi        |
| *esti            | asti     | astiy           | hast / ast هست | estí ἐστί     | est        | er ist   | jest      | han är     | yra (esti) |
| *smesi / *smosi  | smas     | amahiy          | hastim هستیم   | esmén ἐσμέν   | sumus      | wir sind | jesteśmy  | vi är      | esame      |
| *stes            | stha     | (nicht bezeugt) | hastid هستید   | esté ἐστέ     | estis      | ihr seid | jesteście | ni är      | esate      |
| *senti           | santi    | hatiy           | hastand هستند  | eisín εἰσίν   | sunt       | sie sind | są        | de är      | yra (esa)  |

gebären (Präsens):
| urindogermanisch | Sanskrit | altpersisch     | neupersisch       | griechisch        | lateinisch | altslawisch | ahd.    | deutsch             |
| ---------------- | -------- | --------------- | ----------------- | ----------------- | ---------- | ----------- | ------- | ------------------- |
| *bhero           | bharami  | baramiy         | mi-baram می برم   | phérō φέρω        | fero       | berǫ        | biru    | ich gebäre          |
| *bheresi         | bharasi  | (nicht bezeugt) | mi-bari می بری    | phéreis φέρεις    | fers       | beresь      | biris   | du gebierst         |
| *bhereti         | bharati  | baratiy         | mi-barad می برد   | phérei φέρει      | fert       | beretъ      | birit   | er, sie, es gebiert |
| *bheromes        | bharamas | baramahiy       | mi-barim می بریم  | phéromen φέρομεν  | ferimus    | beremъ      | berames | wir gebären         |
| *bherete(s)      | bharatha | (nicht bezeugt) | mi-barid می برید  | phérete φέρετε    | fertis     | berete      | beret   | ihr gebärt          |
| *bheronti        | bharanti | barātiy         | mi-barand می برند | phérusin φέρουσιν | ferunt     | berǫtu      | berant  | sie gebären         |

Andere Beispiele:
- do – französisch deux ‚zwei‘ – litauisch du ‚zwei‘
- schesch – polnisch sześć ‚sechs‘ – litauisch šeši ‚sechs‘
- morde – lateinisch mors, mortis ‚Tod‘
- setāre – ‚Stern‘
- zamin – polnisch ziemia ‚Erde‘
- to – litauisch tu ‚du‘
- pā – lateinisch pes ‚Fuß‘
- tārik – englisch dark ‚dunkel‘
- bordan – ‚bürden‘ (tragen)
- gereftan – ‚greifen‘
- na – litauisch ne ‚nein‘
- yugh – ‚Joch‘
- dschawān – lateinisch iuvenis ‚jung‘
- garm – ‚warm‘
- musch – ‚Maus‘
- nav-  – lateinisch navis ‚Schiff‘
- altpersisch upari-  – altgriechisch hyper, lateinisch super ‚über‘

Eine Besonderheit des Persischen besteht darin, dass ursprüngliche Konsonantengruppen im Anlaut durch einen Vokal aufgebrochen wurden, zum Beispiel in b[a]rādar ‚Bruder‘, g[e]reftan ‚greifen‘, s[e]tāre ‚Stern‘. Diese Entwicklung ist wahrscheinlich unter dem Einfluss des Arabischen geschehen, da sie sich erst im Neupersischen beobachten lässt, welches während und nach der arabischen Herrschaft entstand. Die Betonung persischer Wörter liegt meist auf der letzten Silbe.

## Lehnwörter

### Lehnwörter im Neupersischen
Seit der Islamisierung Persiens sind mehr als 50 % des heutigen persischen Wortschatzes aus dem Arabischen entlehnt. Statistisch betrachtet beträgt die Zahl arabischer Lehnwörter ungefähr 8.000 unter 20.000 alltäglich benutzten literarischen Vokabeln oder, anders ausgedrückt, etwa 40 % des alltäglichen Wortschatzes (wenn zusätzliche Ableitungen und Wortverbindungen unberücksichtigt bleiben). In der persischen Literatur variiert der Anteil arabischer Lehnwörter je nach Stil, Thema oder Diskurs, wobei der Gebrauch im Laufe der Geschichte ständig zugenommen hat. Daher enthält ein Abstrakt aus dem Schāhnāme des Dichters Firdausi nur etwa 9 % arabische Lehnwörter bei einer Anwendungsfrequenz von circa 2,4 %, während es in den Eulogien des Dichters Unsuri schon etwa 32 % Lehnwörter bei einer Frequenz von 17 % sind.
In jüngster Zeit wurde auch eine bedeutende Zahl von Wörtern aus den Turksprachen und Neologismen aus Sprachen wie dem Englischen, dem Französischen und dem Russischen entlehnt. Der Anteil türkischer und mongolischer Wörter beträgt schätzungsweise 2–3 % des Gesamtvokabulars. Bei arabischen Lehnwörtern hält man sich trotz angepasster Aussprache exakt an die ursprüngliche arabische Orthographie, zumindest im Wortstamm; die Pluralbildung kann abweichen. Für viele dieser Wörter gibt es persische Entsprechungen, die aber zum Teil einer anderen Stilebene zuzuordnen sind oder schlicht seltener verwendet werden. Besonders deutlich wird der Einfluss des Arabischen bei den zusammengesetzten Verben, die oft aus einem arabischen Substantiv und einem persischen Verb mit vergleichsweise unspezifischer Bedeutung (etwa „machen“ oder „geben“) bestehen.

### Persische Lehnwörter in anderen Sprachen
Umgekehrt hat auch das Arabische Wörter aus dem Persischen übernommen, und zwar hauptsächlich während der ersten vier Jahrhunderte seit der Entstehung des Islams – sowohl direkt als auch indirekt. Die meisten dieser Wörter stammen aus dem Mittelpersischen, der offiziellen Sprache des Sassanidenreiches, das bis zu einem bestimmten Grad in den frühen Jahrhunderten der islamischen Ära als Verwaltungssprache diente. Auch Turksprachen, vor allem die osmanische und die tschagataische Sprache, enthalten viele persische Lehnwörter. Infolge der Dominanz persischsprachiger Dynastien in Indien, vor allem der Mogulen, haben auch die indischen Sprachen, insbesondere Urdu, zahlreiche persische Wörter entlehnt.

#### Persische Lehnwörter im Deutschen
Sämtliche Lehnwörter aus dem Persischen sind nicht unmittelbar in die deutsche Sprache gelangt, sondern nahmen Wege über Nachbarsprachen, mit denen das Persische im Laufe der Geschichte in Berührung stand. In der historischen Reihenfolge sind dies das Griechische mit der westlichen Nachfolgesprache Lateinisch (Bsp.: Paradeisos aus dem avestischen pairi-daēza, neupersisch فردوس /firdaus, „Tiergarten“), dann das Arabische, in das bei der Eroberung des Sassanidenreiches durch die Araber viele persische Kulturwörter aufgenommen wurden und das dann vor allem über die Sprachbrücke Andalusien die Begriffe ans Französische weitergab (Beispiel: bazar aus neupersisch بازار /bāzār, „Markt“, aber auch Schach matt über das neupersische شاه /šāh, „Herrscher“, und arabisch مات, DMG māt, „(er) starb“). Während der „Türkenkriege“ im 16. und 17. Jahrhundert wurden über das Osmanisch-Türkische weitere persische Lehnwörter ins Deutsche übernommen (Bsp.: Muselman aus dem osmanisch-türkischen müslüman, das wiederum auf neupersisch مسلمان /mosalmān, „Muslim“, zurückgeht) und seit dem 19. Jahrhundert das Hindustanische, das persische Begriffe ans Englische (Beispiel: jungle aus neupersisch جنگل /ǧangal, „Wald“, oder Pijama aus neupersisch پی جامه / peyǧāma, wörtlich „Beinkleid“) weitervermittelte. In allgemeinen Wörterbüchern des Deutschen konnten 194 Wörter persischen Ursprungs (Iranismen) nachgewiesen werden. Für 68 dieser Entlehnungen kann angegeben werden, wann sie ins Deutsche übernommen wurden. Der Verlauf ihrer Zunahme vom 8. bis 20. Jahrhundert gehorcht dem Piotrowski-Gesetz.

## Persische Literatur
Das im Westen wohl bekannteste Werk der persischen Literatur ist die Geschichtensammlung Tausendundeine Nacht, eine Nacherzählung vieler iranischer Volkssagen und Märchen. Geprägt wurde das heutige Persisch vor allem durch die Dichtkunst. Zwei bekannte Dichter waren Saadi und Hafis. Auch Goethe ließ sich im West-östlichen Divan von Hafis inspirieren. Andere bekannte Dichter sind Rumi, Omar Chayyām, Rudaki, Firdausi (der Verfasser des persischen Nationalepos Schāhnāme) oder Dschami. Zu nennen sind hier auch Wissenschaftler wie der Mathematiker al-Chwarizmi oder der Arzt Ibn Sina (Avicenna).
Da Persisch im frühen Osmanischen Reich, in den islamisch beherrschten Gebieten Indiens ab 1200 und im südlichen Zentralasien als Bildungs- und Diplomatiesprache galt, war die Literatur in diesen Gebieten entscheidend von der persischen Literatur geprägt. Besonders in Indien wurde viel persische Literatur verfasst. Die Formen persischer Lyrik und die Themen der Epik wurden in die anderen Sprachen dieser Regionen übernommen. Dies gilt besonders für die Urdu-Literatur, die frühneuzeitliche Literatur Zentralasiens. und die osmanische Literatur. Teile persischer Poesieformen und Motive finden sich auch weit darüber hinaus. So wurden in Bosnien als einem Teil des osmanischen Reiches poetische Formen übernommen und persische Literatur gepflegt, jedoch entwickelte sich die bosnische Literatur größtenteils in Abgrenzung von den osmanischen Formen. Über den Seehandel gelangte der persische Heldenroman Hamzanama im 16. Jahrhundert auf die indonesische Insel Lombok, wo er noch heute als Schattenspiel aufgeführt wird. Die georgische Übersetzung des persischen Liebesepos Wis und Ramin gilt als ein Höhepunkt der mittelalterlichen georgischen Literatur und wird vom georgischen Nationalepos Der Recke im Tigerfell als vorbildlich zitiert.
Als osmanische Bildungssprache kam dem Persischen große Bedeutung für die diplomatischen Beziehungen mit dem osmanischen Reich zu, weswegen an der 1754 gegründeten K.k. Akademie für Orientalische Sprachen in Wien auch Persisch unterrichtet wurde. Dort wurde Joseph von Hammer-Purgstall ausgebildet, dessen Übersetzung der Gedichte von Hafis Goethe zum West-östlichen Diwan inspirierte. Jedoch konnten sich Versuche, die persische Gedichtform des Ghasel zu übernehmen, nicht durchsetzen, weil das Deutsche weniger Reime als das Persische zulässt und ein Gedicht mit nur einem Reim auf Deutsch gekünstelt wirkt. Im englischen Sprachraum werden vor allem Omar Chayyām und im beginnenden 21. Jahrhundert Rumi gelesen.

## Sonstige Anmerkungen
1. ↑  Kurzform von Fārsī-yi darī, offizielle Bezeichnung für die persische Sprache in Afghanistan.
2. ↑  Sprachhistoriker führten die neue Lautung des Namens darauf zurück, dass die arabische Sprache und Schrift keinen p-Laut kennen (in der arabischen Sprachgeschichte sind alle ursemitischen /p/ zu /f/ verschoben). Diese These ist insofern fragwürdig, als älteres persisches /p/ bei der Entlehnung zahlreicher persischer Wörter durch das Arabische zu /b/ wurde, so in arabisch Iṣbahān aus mittelpersisch Sepahān. Vielmehr handelte es sich also beim Übergang von pārsīg zu fārsī um eine zu jener Zeit stattfindende Lautverschiebung von /p/ zu /f/ im Persischen selbst, die Teile des persischen Wortschatzes erfasste. Zahlreiche andere Wörter indogermanisch-persischen Ursprungs wie pedar („Vater“) oder panǧ („fünf“) bewahrten /p/.
3. ↑  Beispiele: تهرانی (tehruni ‚teheranisch‘), نان (nun ‚Brot‘).
4. ↑  Für diesen zusammengesetzten Begriff gibt es hier noch eine weitere Theorie.